# Estação Rocha Sobrinho
Rocha Sobrinho é uma estação ferroviária localizada no município de Mesquita no estado do Rio de Janeiro. Inaugurada em 1914, a estação deu nome ao bairro Rocha Sobrinho em Mesquita.
 Era usado como serviço de passageiros antes da década de 70, quando a linha Japeri-Costa Barros foi repassada para o serviços de Carga.
Atualmente esta sob os cuidados da MRS Logística, onde existe um patio de manobras.